# Aerojet Rocketdyne
Aerojet Rocketdyne este un producător american de sisteme de propulsie de rachete, hipersonice și electrice pentru spațiu, apărare, aplicații civile și comerciale. Cu sediul în Sacramento, California, compania este deținută de Aerojet Rocketdyne Holdings. Aerojet Rocketdyne a fost înființată în 2013, când Aerojet (pe atunci deținută de GenCorp) și Pratt & Whitney Rocketdyne au fuzionate, în urma achiziției acestuia din urmă de către GenCorp de la Pratt & Whitney. La 27 aprilie 2015, numele holdingului, GenCorp, a fost schimbat din GenCorp, Inc. în Aerojet Rocketdyne Holdings, Inc.
La 20 decembrie 2020, Lockheed Martin a anunțat planurile de a prelua Aerojet Rocketdyne, ca parte a unei achiziții de 4,4 miliarde de dolari; totuși, acesta a fost abandonat de Lockheed la 13 februarie 2022, după ce opoziția din partea Raytheon a determinat Federal Trade Commission (agenția independentă a guvernului Statelor Unite) să blocheze achiziția.   